# Eva Adams
Eva Bertrand Adams fue una funcionaria de gobierno estadounidense que fue directora de la Casa de Moneda de los Estados Unidos de 1961 a 1969.

## Primeros años
Eva nació en Wonder, Nevada, fue hija de Verner Laur Adams (1882-1953) y su esposa Cora (Varble) Adams (1882-1948). Durante su infancia, la familia Adams se mudó con frecuencia, ya que su padre trabajaba para establecer numerosas instalaciones en campamentos mineros en Wingfield. Estas instalaciones incluían hoteles, comisariatos y bares. Debido a las frecuentes reubicaciones, aprendió a ser independiente y a hacer amigos con facilidad, siendo feliz dondequiera que estuviera. Finalmente, su madre insistió en que la familia se estableciera definitivamente en Reno (Nevada). Adams se graduó de la escuela secundaria de Reno a los 14 años. Luego asistió a la Universidad de Nevada, donde fue miembro de la hermandad Kappa Alpha Theta, graduándose en 1928, a los 19 años.

## Carrera
Después de graduarse, Adams se mudó a Las Vegas, para convertirse en profesora de inglés en Las Vegas High School. Durante este tiempo, se involucró en el Partido Demócrata del Condado de Clark y conoció a Pat McCarran.
Regresó a Nevada en 1940 para unirse brevemente al departamento de inglés de la Universidad de Nevada. También se desempeñó como vicedecana de la Mujer en la universidad, poco después, McCarran, para entonces senador, la invitó a mudarse a Washington, para convertirse en su asistente administrativa. Eva Adams también asistió a la facultad de derecho, mientras trabajaba. Se graduó del Washington College of Law y de la Universidad George Washington, recibiendo una licenciatura en derecho y una maestría en derecho de cada institución respectivamente. Se convirtió en miembro de los Colegios de Abogados de Nevada y Columbia, y por sus esfuerzos, fue admitida para ejercer ante la Corte Suprema en 1954. Trabajó para el senador McCarran hasta su muerte en 1954, trabajando después para el sucesor de McCarran, Ernest S. Brown, en 1954, y para Alan Bible de 1954 a 1960.
En 1961, fue recomendada por el senador Bible como directora de la Casa de la Moneda de los Estados Unidos debido a sus conocimientos y experiencia previos en metales preciosos, pues creció como hija de un minero de oro y observó el proceso de procesamiento de plata de los mineros, por lo que el presidente John F. Kennedy la nombró, siendo la segunda mujer en ocupar el cargo desde octubre de 1961 hasta agosto de 1969. Por sus grandes esfuerzos y logros, Adams fue nombrada directora nuevamente por el presidente Lyndon B. Johnson en 1966. Durante su tiempo hizo cambios, optimizando los procesos y los hizo más eficientes. La Casa de la Moneda logró formular una composición revestida de cobre y níquel para la acuñación de monedas, sustituyendo la plata que el Congreso ordenó eliminar de las monedas, ya que costaban más que su valor nominal Jugó un papel decisivo en la solución de una crisis en la escasez de monedas en una economía que se recuperaba de una recesión en ese momento, creando una nueva composición que abarató la producción de monedas. Durante su tiempo allí, se añadieron aproximadamente 100 nuevas prensas de monedas, como se describe en su artículo sobre "Cambios en la acuñación de monedas". Estuvo presente durante la Ley de Acuñación de 1965, que eliminó la plata de las monedas de diez y veinticinco centavos estadounidenses. También ayudó a planificar la apertura de la Casa de Moneda de Filadelfia en 1969. Una vez ya estaba en funcionamiento, Adams renunció. Esto se debió principalmente a que el presidente Richard Nixon la presionó para que se marchara, ya que quería a un republicano como director.
En 1983, fue honrada en una recepción, donde dijo:

Usted sabe, en mi época en Washington, se esperaba que una asistente administrativa mujer: se vistiera como una reina, actuara como una dama, pensara como un hombre, trabajara como un perro.

## Últimos años
Tras terminar su carrera en la Casa de la Moneda, Adams fue asistente del presidente de la empresa Mutual of Omaha, ocupando este cargo hasta 1978. Durante este periodo, también fue nombrada directora de la Medallic Art Company de la ciudad de Nueva York y formó parte de la junta directiva de la Asociación Numismática Americana de 1971 a 1975.
Adams nunca se casó ni tuvo hijos. Murió en Reno, Nevada, el 23 de agosto de 1991, a la edad de 82 años, por causas naturales. Fue enterrada al lado de sus padres en el cementerio Masonic Memorial Gardens ubicado también en Reno.